# Space Goofs
Space Goofs (originele Franse titel: Les Zinzins de l'espace) is een sciencefiction-animatieserie. Het is een Frans-Duitse coproductie van Gaumont International. De serie werd oorspronkelijk uitgezonden op France 3.
Het eerste seizoen werd in het Engels met Nederlandse ondertiteling uitgezonden op RTL 4 en VT4. Het tweede seizoen kwam in het Nederlands op Z@pp en Ketnet.

## Plot
In de ruim honderd afleveringen sinds 1997 beleven de bizar ogende ruimtewezens Etno Polino, Bud Buddiovitch, Gorgious Klaatuu, Stereo en Candy Caramella, die samen op aarde gecrasht zijn, allerlei avonturen.
Uit schrik als buitenaardse freaks veroordeeld te worden tot eindeloze experimenten verstoppen ze zich in een vervallen victoriaans huis. In afwachting dat ze hun ruimtetuig weer aan de praat krijgen kijken ze TV, proeven van de menselijke cultuur en nemen de gedaante aan van diverse aardwezens en objecten.